# RS-816
Pour les articles homonymes, voir Route 816.
La RS 816 est une route locale du Centre-Est de l'État du Rio Grande do Sul qui relie la municipalité de Venâncio Aires à son district de Vila Palanque, en coupant la BR-453. Elle est longue de 13,360 km.